# Phytomastax tianshanensis
Phytomastax tianshanensis is een rechtvleugelig insect uit de familie Eumastacidae. De wetenschappelijke naam van deze soort is voor het eerst geldig gepubliceerd in 1994 door Zheng & Xi.